# San Antonio (rivier in Zuid-Amerika)
De San Antonio (Spaans: Río San Antonio, Portugees: Rio Santo Antônio) is een zijrivier van de Iguaçu in Zuid-Amerika die voor het grootste gedeelte de natuurlijke grens vormt tussen de provincie Misiones in Argentinië en de deelstaat Paraná in Brazilië.
De oorsprong van de rivier bevindt zich in de gemeente Santo Antônio do Sudoeste (San Antonio Zuid-oost), waarvan de naam van de rivier is afgeleid. Een paar honderd meter na haar oorsprong is de San Antoniorivier de grens tussen Argentinië en Brazilië. Vervolgens loopt de rivier ongeveer 100 kilometer richting noorden waarna zij uitmondt in de rivier Iguaçu op de plaats die bekendstaat als de 'twee grenzen', naar aanleiding van de San Antonio en de Iguaçu die op dat punt samen de grens vormen tussen de twee landen.
In de bedding van de San Antonio werden diamanten gevonden. De President Vargas, een grote witte diamant die op 13 augustus 1938 in de rivierbedding werd opgeraapt, woog ten tijde van de vondst 726,6 karaat.